# 벨라루스 인민공화국
벨라루스 인민공화국(벨라루스어: Белару́ская Наро́дная Рэспу́бліка 비엘라루스카야 나로드나자 래스푸블리카 러시아어: Белорусская народная республика 벨로루시카 나로드나 레스푸블리카[*])은 1918년 독립을 선포했던 국가로, 오늘날 벨라루스에 있던 나라였다.

## 역사
1918년 브레스트-리토프스크 조약 체결과 함께 독립을 선언하였지만 1919년 1월 5일 소련이 벨라루스를 침공하면서부터 국외로 망명하였다. 1991년 벨라루스가 독립하면서 해체될 예정이었으나, 알렉산드르 루카센코가 이끄는 독재 정권이 들어서면서 현재까지도 망명정부 상태에 놓여 있다.

## 사진

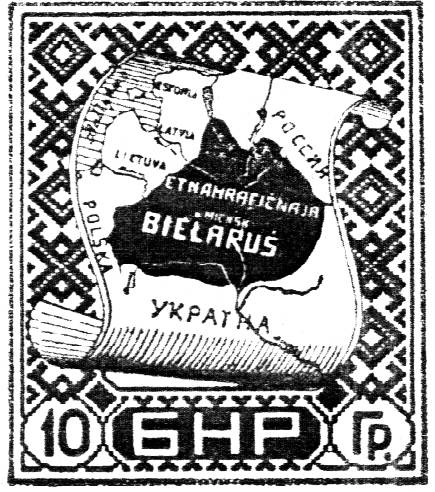
10 hr. 우표
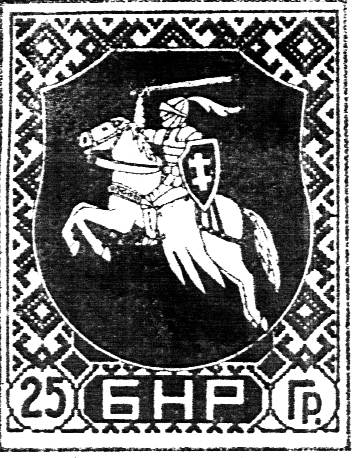
25 hr. 우표

## 같이 보기
- 자유의 날 (벨라루스)
- 우크라이나 인민공화국